# Bathophilus abarbatus
Bathophilus abarbatus är en fiskart som beskrevs av Euphemia Cowan Barnett och Gibbs, 1968. Bathophilus abarbatus ingår i släktet Bathophilus och familjen Stomiidae. Inga underarter finns listade.